# 마곡역
마곡역(Magok Station, 麻谷驛)은 대한민국 서울특별시 강서구 마곡동에 있는 수도권 전철 5호선의 전철역이다.

## 개요
1990년대 서울특별시에서 마곡지구 택지 개발 계획을 수립함에 따라 5호선 마곡역이 미리 건설되었지만, 마곡지구의 개발이 보류되자 개통을 보류하고 반경 500m 내 개발이 이루어질 때까지 일단 무정차 통과역으로 지정하여 관리해 왔다. 이를 두고 언론에서는 역 건설에 155억 원이 투입되었고 막대한 관리 비용이 들어가기 때문에 세금 낭비라는 비판을 제기했다.
그러다가 역 남쪽으로 800m 떨어진 발산지구에 2006년 12월부터 수명산파크아파트의 입주가 시작됐고, 마곡역의 영업을 요청하는 입주민들의 계속적인 청원에 따라 2007년에 영업 개시 승인을 얻은 이후에, 영업을 위한 내부 시설을 보완하였다. 이 과정에서 1번 출구에 있었던 캐노피가 철거되었다.
2008년 6월 1일에 영업을 시작하기로 했으나, 역 앞에 시내버스 정류장과 역사가 소재한 공항로에서 출구를 이어 주는 횡단보도가 설치되지 않아 개통을 연기했다. 이에 따라 역 주변에 횡단보도와 정류장을 신설한 후, 2008년 6월 20일부터 영업을 시작했다. 스크린도어는 영업이 시작되고 얼마 후에 설치했으며, 교통 약자의 편의를 위하여 엘리베이터가 역사 내에 설치되었다. 이후에는 역 일대의 정주 인구가 늘어남에 따라 출구도 증설되었다.

## 역사
- 1996년 3월 20일: 서울 지하철 5호선 방화역~까치산역 구간 개통과 함께 무정차 통과역으로 운영 (영업 무기한 연기)
- 2008년 6월 20일: 마곡역 개통으로 영업 개시
- 2010년 1월 7일: 엘리베이터 가동 개시
- 2016년 1월 9일: 1번 출구에서 2번 출구로 변경 및 1, 6, 7번 출구 신설
- 2020년 10월 5일: 3, 4, 5번 출구 신설
- 2024년 12월: 2번출구 통로 공사 완료

## 구조
2면 2선의 상대식 승강장이며, 승강장에 스크린도어가 설치되어 있다. 출입구는 처음 개통될 때 1개뿐이었으나 출입구 6개소를 추가 증설하는 공사를 진행하였다. 2016년 1월 3개 출입구를 개통하였으며, 2020년 10월 나머지 3개 출입구가 개통하였다.

### 승강장
| 송정 ↑ |
| \| 상  |
| ↓ 발산 |

| 상행 | ● 수도권 전철 5호선 | 김포공항 · 방화 방면                   |
| 하행 | ● 수도권 전철 5호선 | 화곡 · 까치산 · 하남검단산 · 마천 방면 |

## 역 주변
1번 출구 
- 강서세무서
- 방화1동
- 공항동
- 공항고등학교
- 공항중학교
- 서울남부출입국 외국인사무소

2번 출구 
- 서울식물원 방면
- 코엑스 마곡 르웨스트 방면
- ● 서울 지하철 9호선 ● 인천국제공항철도 마곡나루역
- 교보문고 원그로브점
- 이마트 트레이더스 마곡점
- 강서구청 통합신청사(2026년 12월)

3번 출구 
- 서울식물원
- LG사이언스파크

4번 출구 
- 이대서울병원

5번 출구 
- 수명산근린공원

6번 출구 
- 발산1동
- 마곡수명산파크아파트
- 마곡엠벨리14,15단지
- 서울수명초등학교
- 공진중학교

7번 출구
- 강서농수산물도매시장
- 마곡119안전센터
- 마곡하늬중학교
- 마곡엠벨리11,12단지
- 서울공진초등학교
- 홈앤쇼핑

## 사진

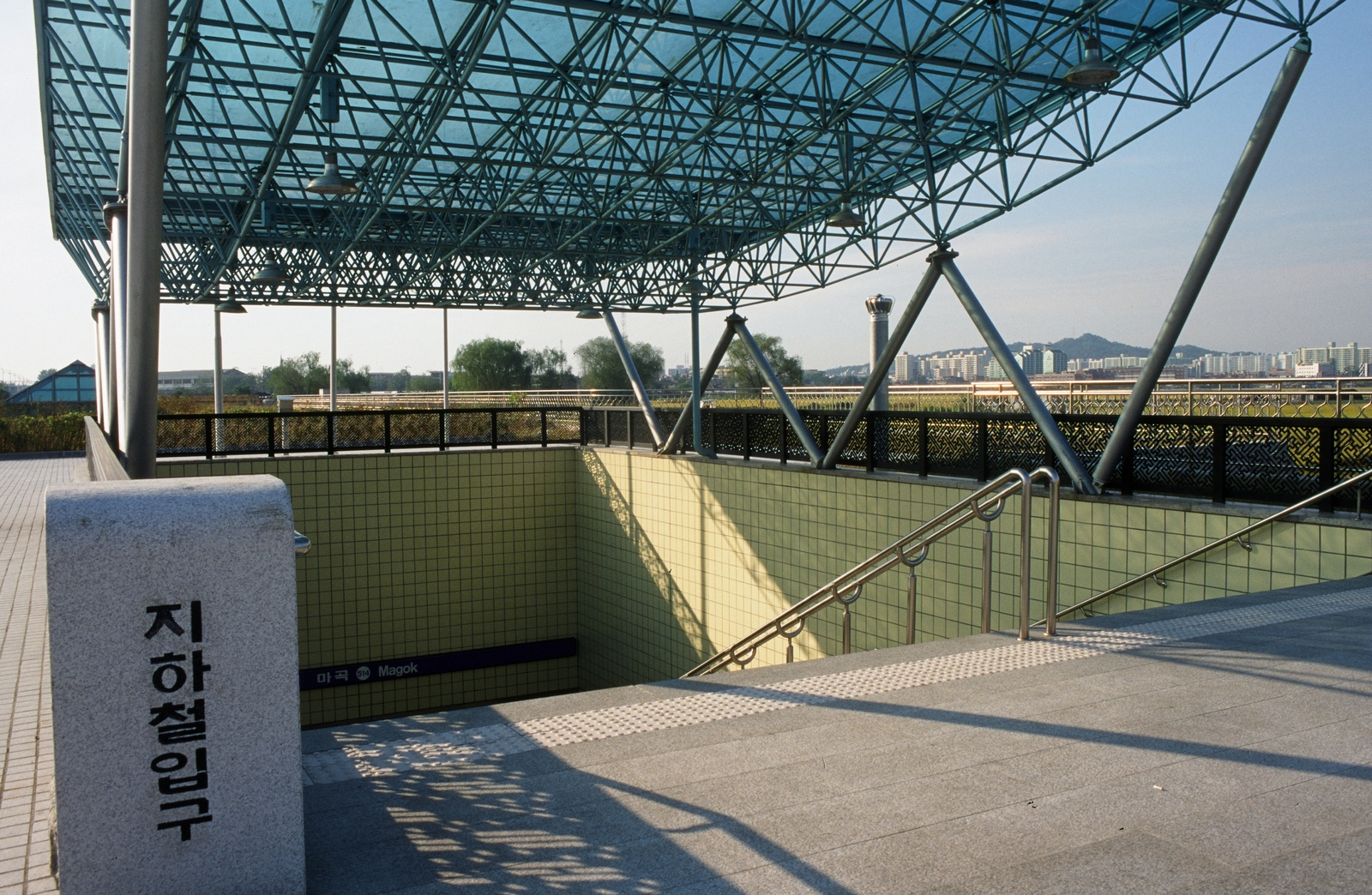
1996년 10월의 마곡역 출구. 5호선 개통 후 7개월이 지난 시점이다.
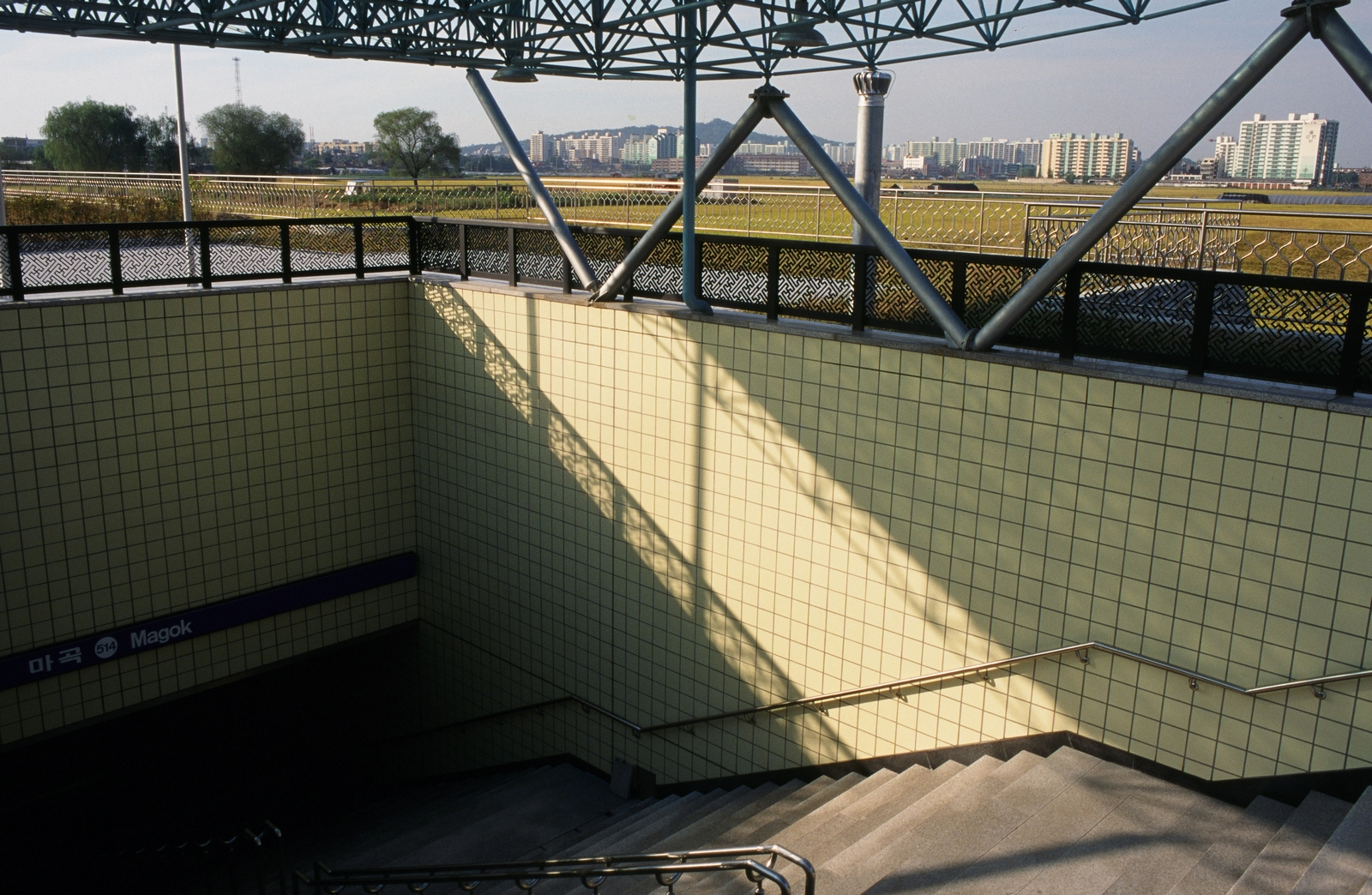
1996년 10월의 마곡역 출구. 5호선 개통 후 7개월이 지난 시점이다.
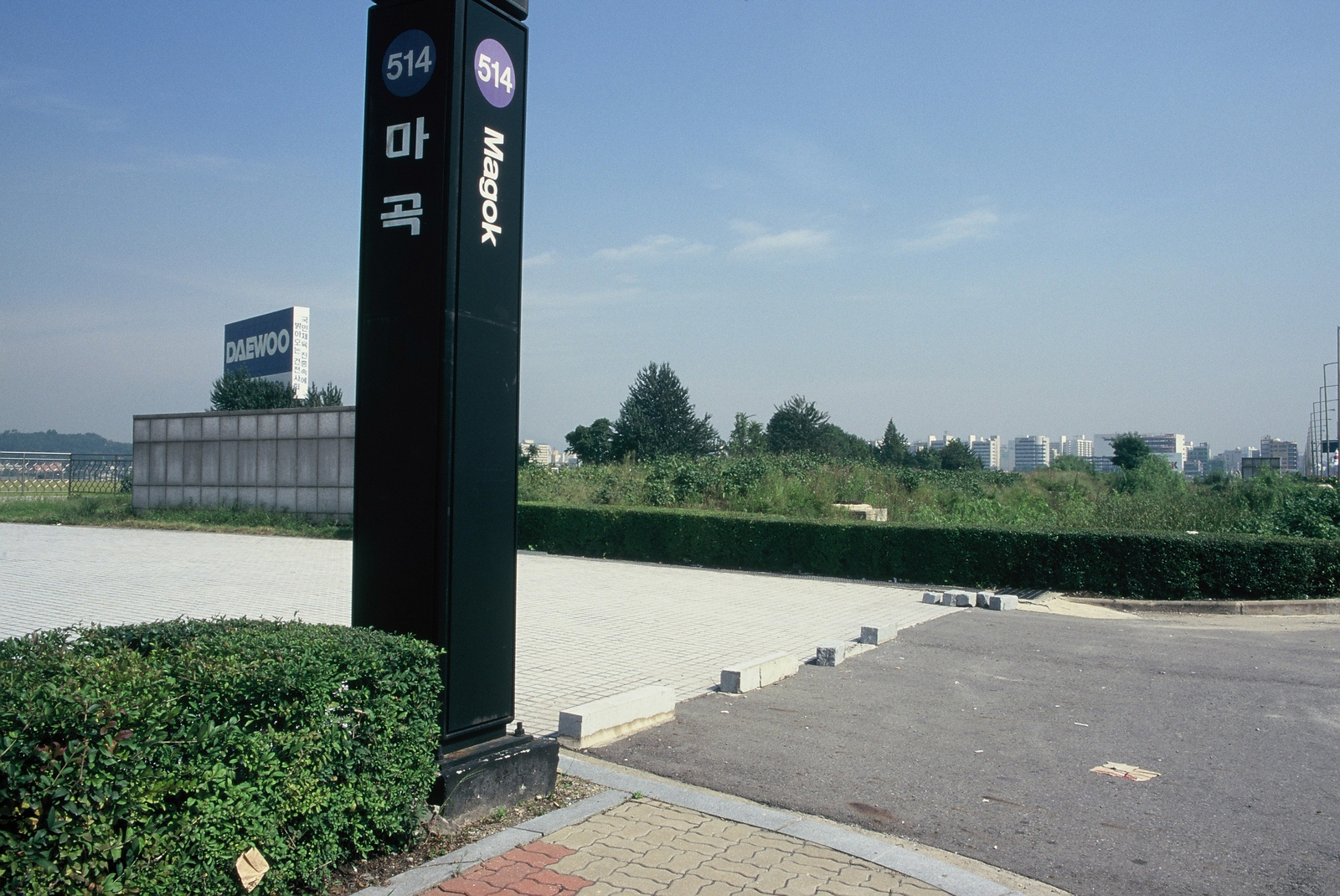
1999년 10월의 마곡역 출구. 5호선 개통 후 3년이 지난 시점이다.
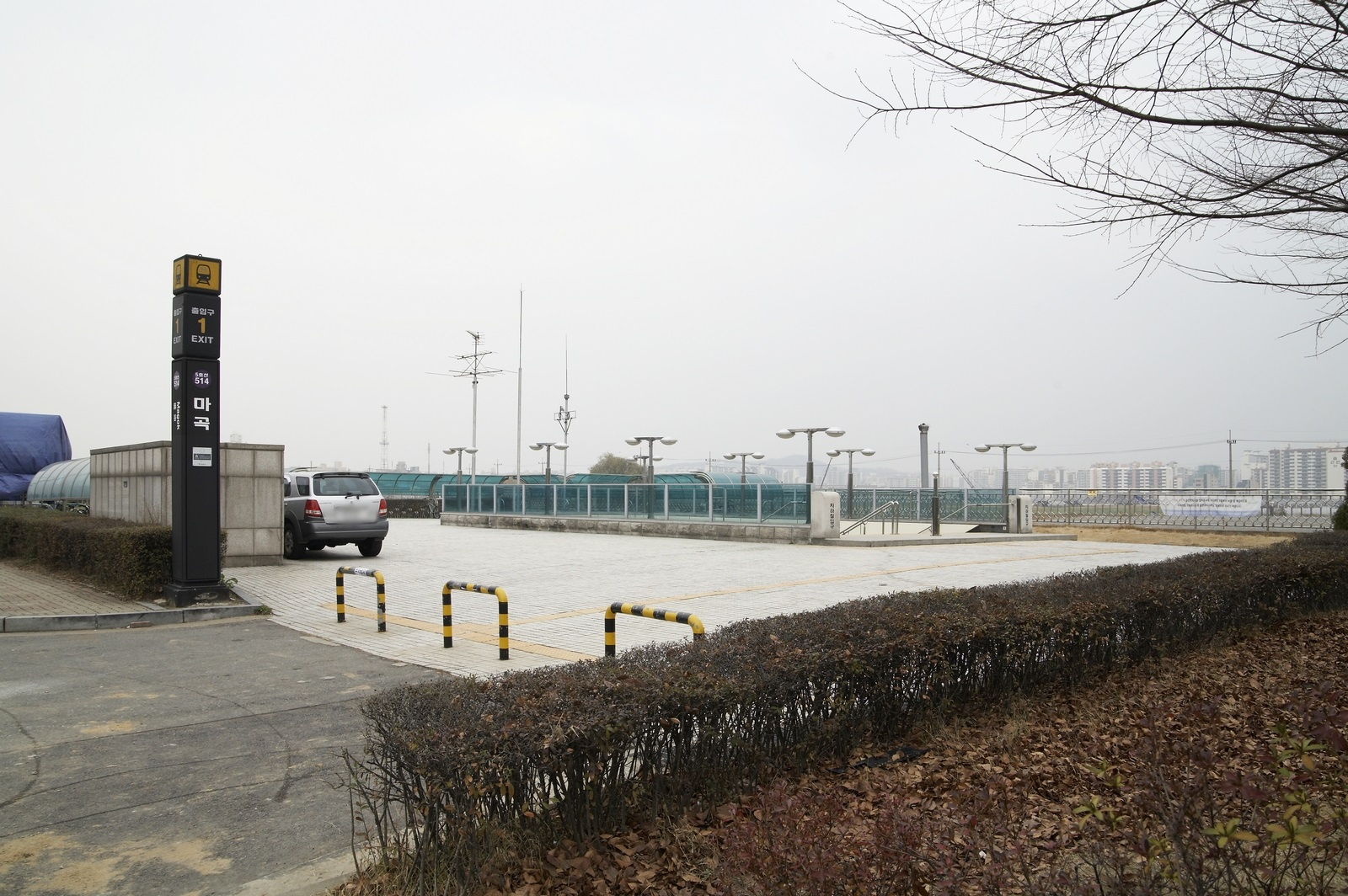
2009년 11월의 마곡역 출구. 5호선 개통 후 13년이 지난 시점이다.
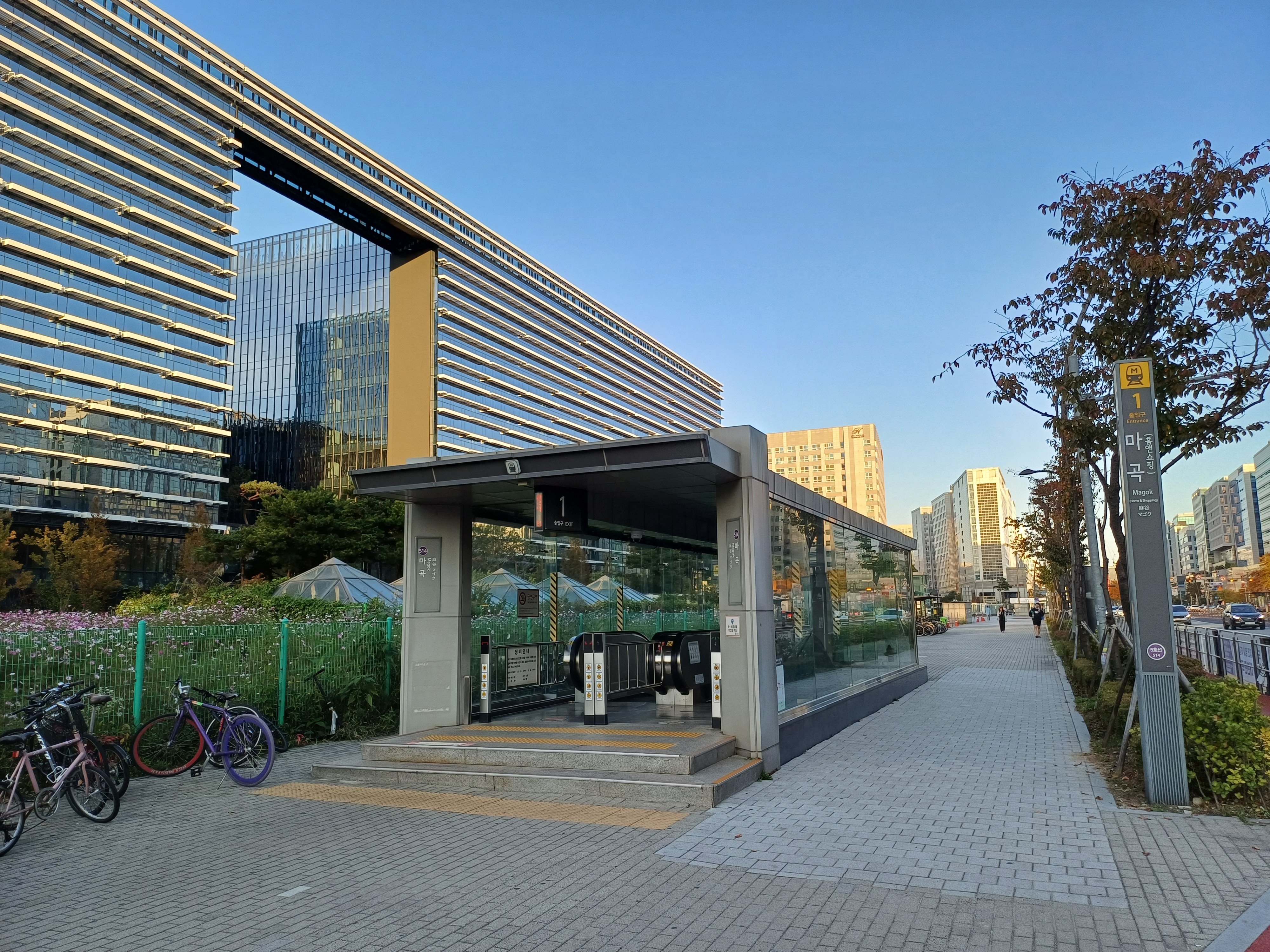
1번 출구
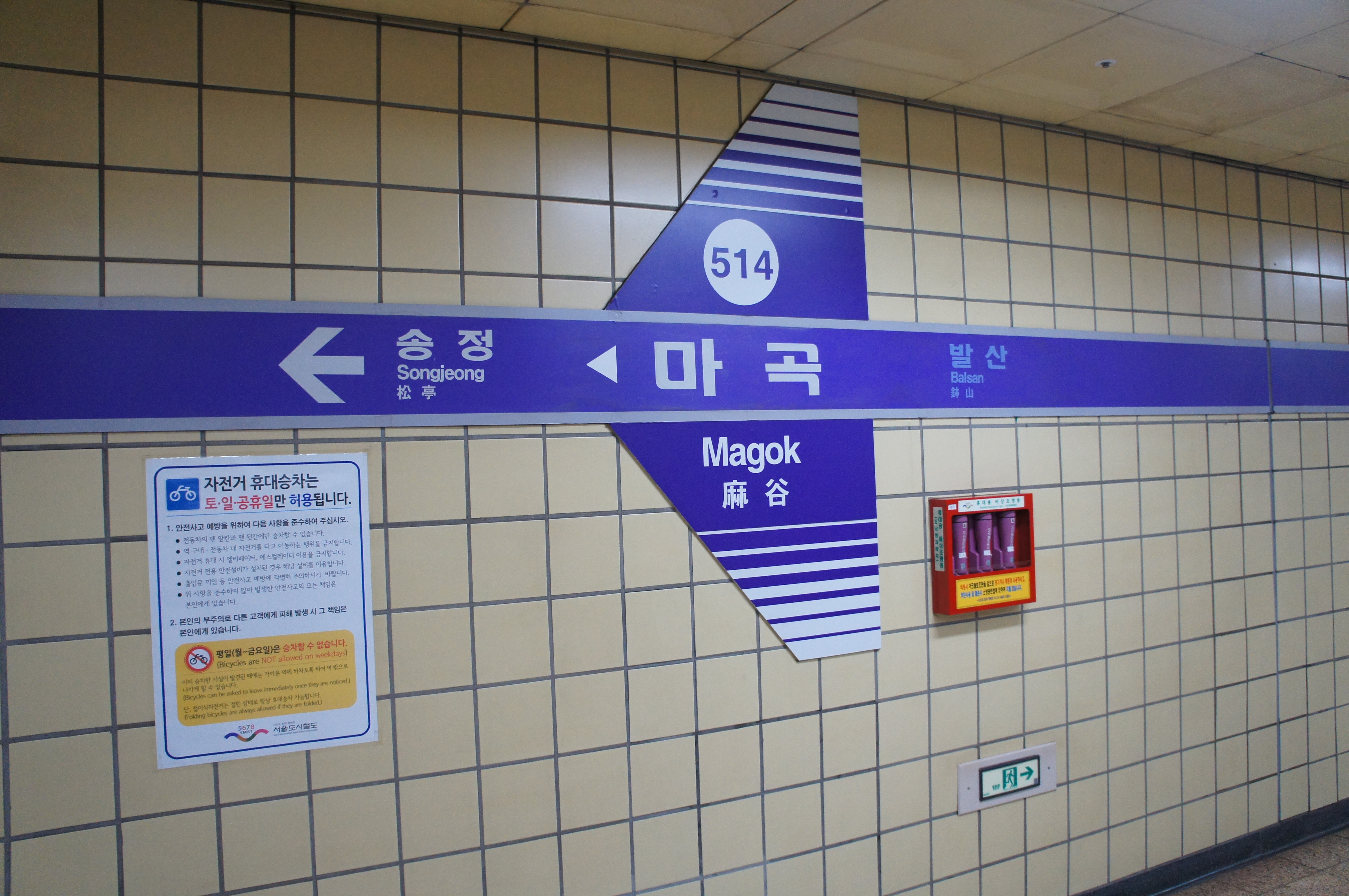
역명판
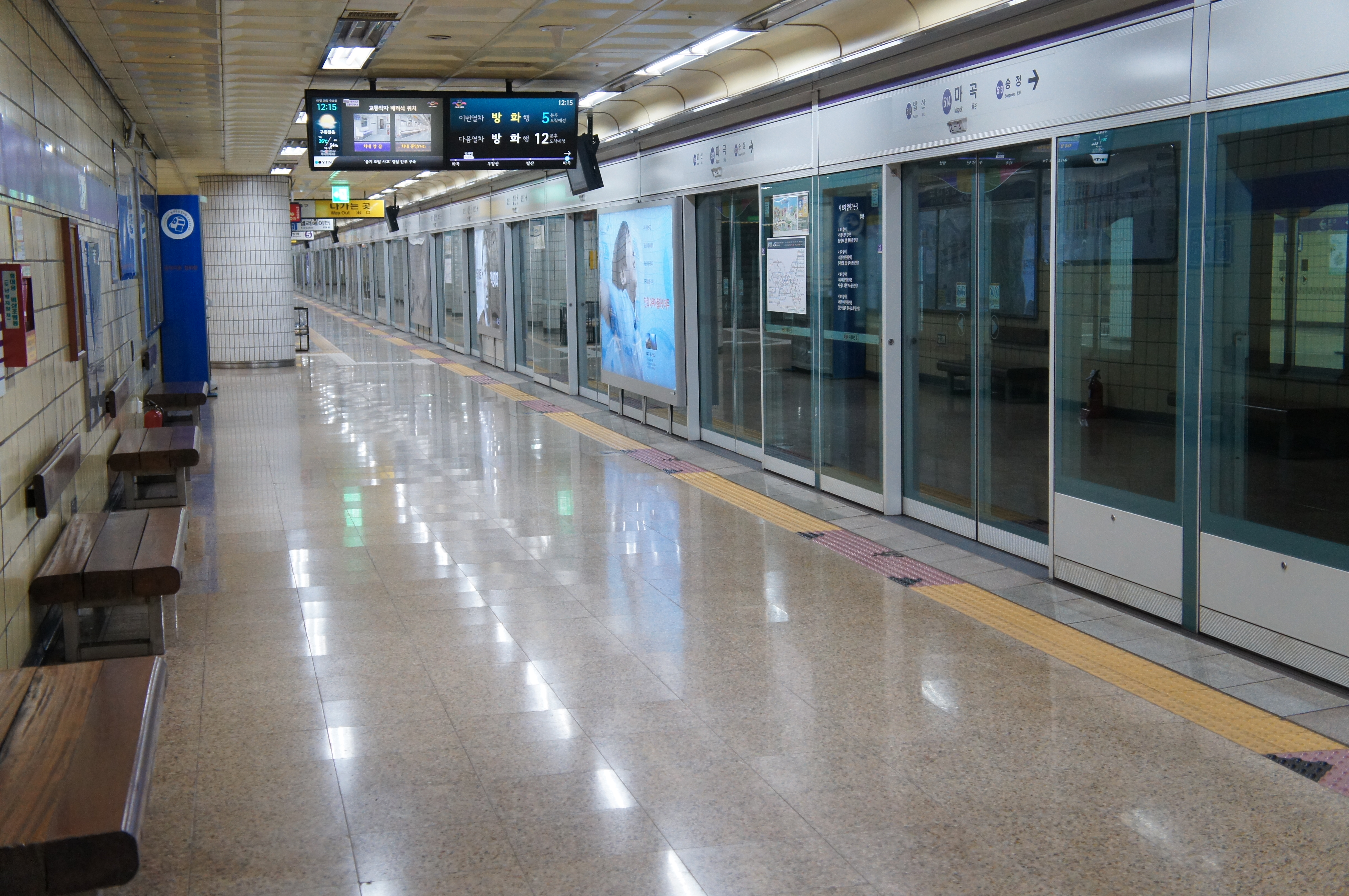
승강장
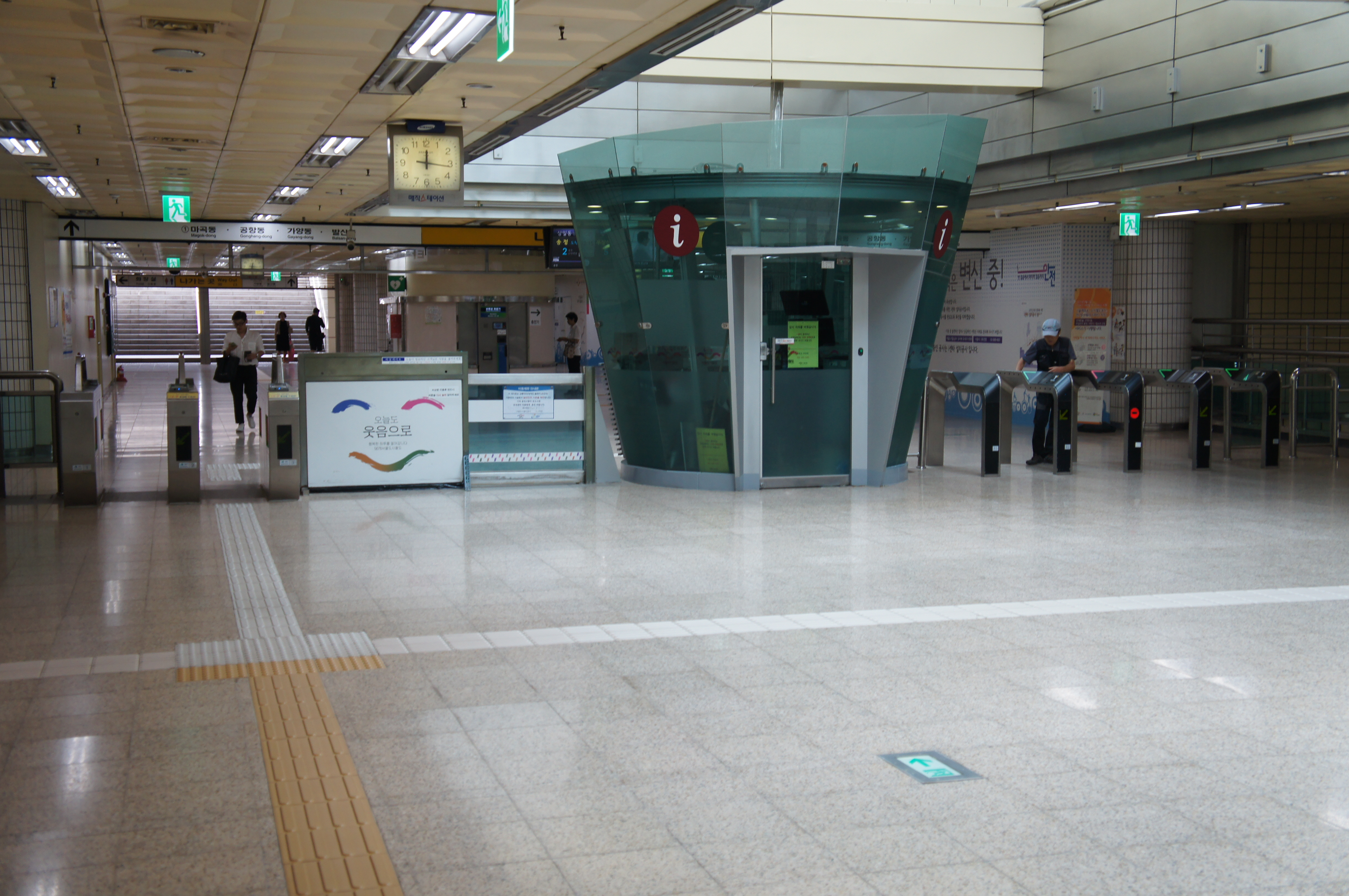
대합실
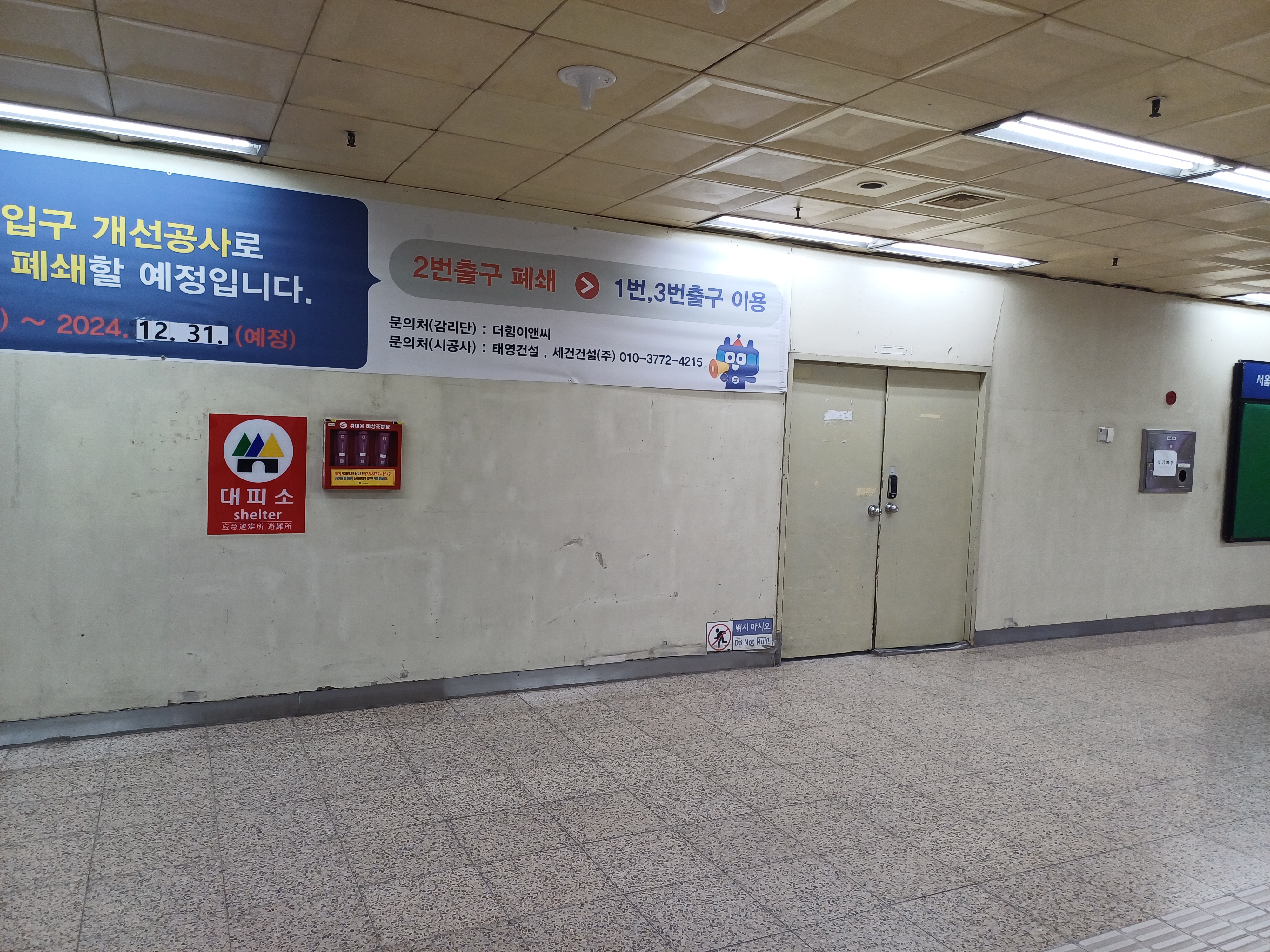
코엑스 마곡 르웨스트 이어지는 통로(2024년 11월 15일)
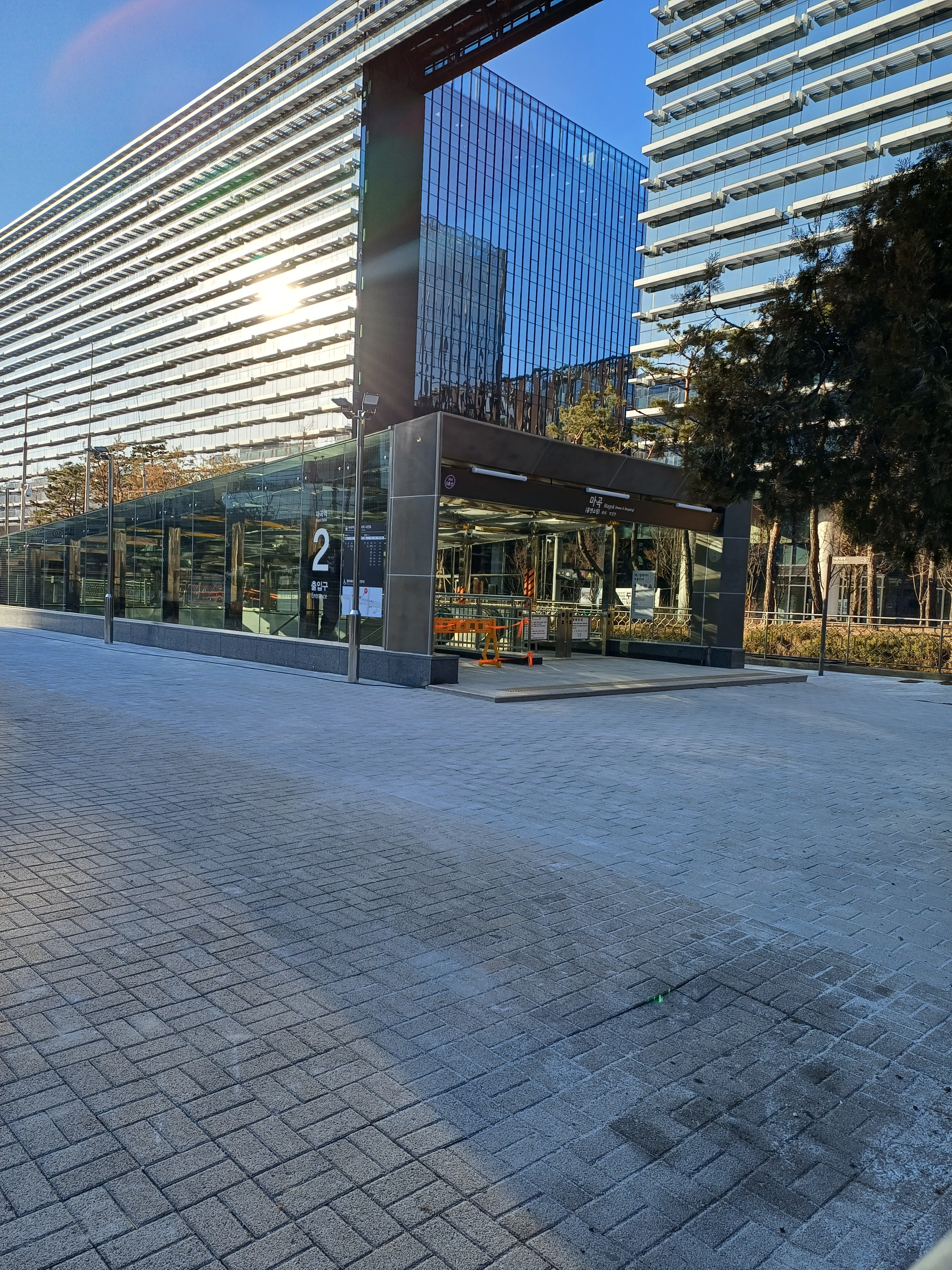
2번출구
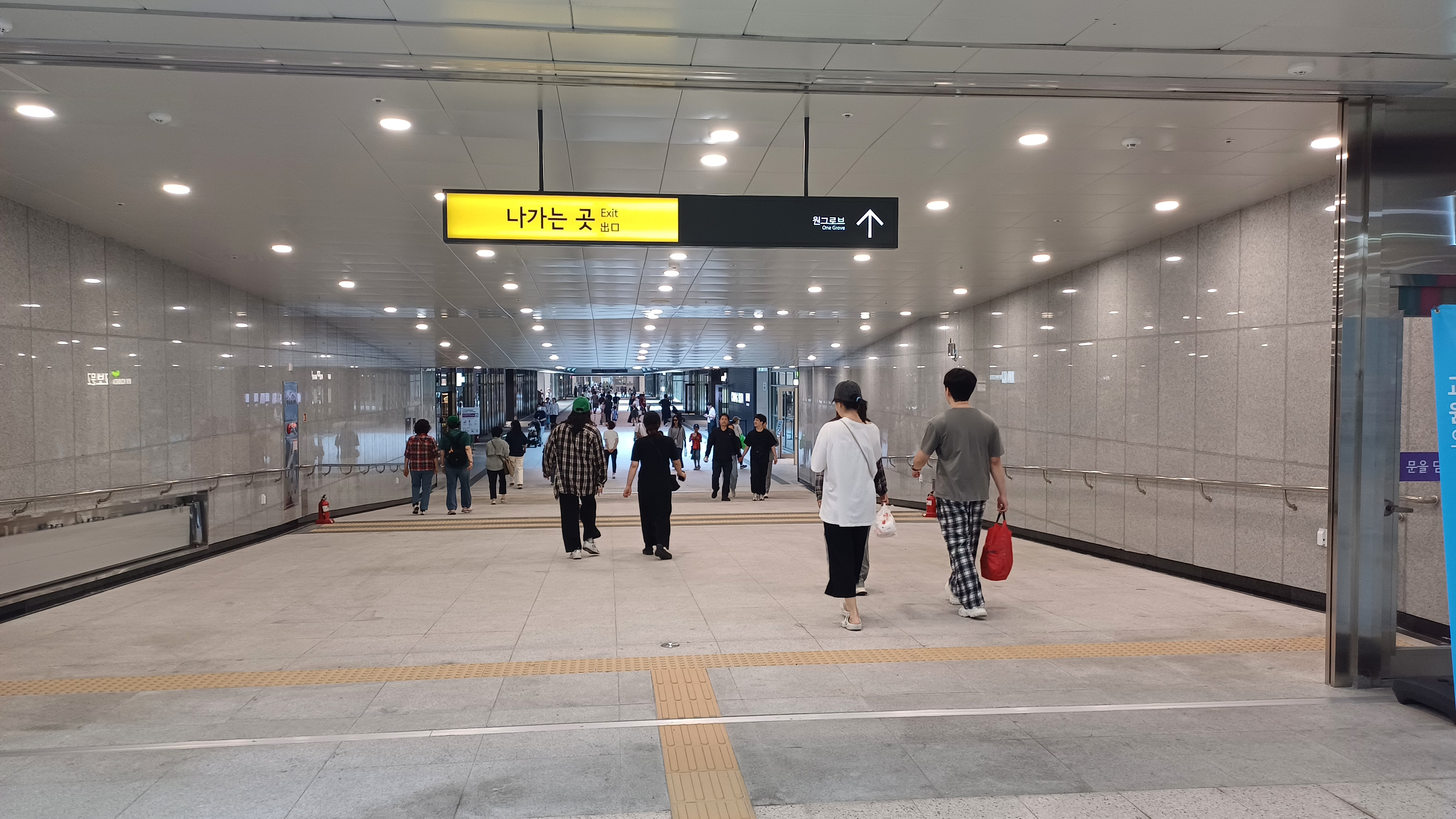
원그로브 출구(마곡나루역, 코엑스 마곡 르웨스트 방면)

## 이용객 변동
2008년 자료는 개통일인 2008년 6월 20일부터 12월 31일까지인 214일 기준으로 환산한 것이다.
| 노선  | 노선   | 일평균 인원수 (명/일) | 일평균 인원수 (명/일) | 일평균 인원수 (명/일) | 일평균 인원수 (명/일) | 일평균 인원수 (명/일) | 일평균 인원수 (명/일) | 일평균 인원수 (명/일) | 일평균 인원수 (명/일) | 일평균 인원수 (명/일) | 일평균 인원수 (명/일) | 각주  |
| 노선  | 노선   | 2000년                | 2001년                | 2002년                | 2003년                | 2004년                | 2005년                | 2006년                | 2007년                | 2008년                | 2009년                | 각주  |
| ----- | ------ | --------------------- | --------------------- | --------------------- | --------------------- | --------------------- | --------------------- | --------------------- | --------------------- | --------------------- | --------------------- | ----- |
| 5호선 | 승차   | 미개통                | 미개통                | 미개통                | 미개통                | 미개통                | 미개통                | 미개통                | 미개통                | 522                   | 565                   | [ 6 ] |
| 5호선 | 하차   | 미개통                | 미개통                | 미개통                | 미개통                | 미개통                | 미개통                | 미개통                | 미개통                | 465                   | 456                   | [ 6 ] |
| 5호선 | 승하차 | 미개통                | 미개통                | 미개통                | 미개통                | 미개통                | 미개통                | 미개통                | 미개통                | 987                   | 1,021                 | [ 6 ] |
| 노선  | 노선   | 2010년                | 2011년                | 2012년                | 2013년                | 2014년                | 2015년                | 2016년                | 2017년                | 2018년                |                       | [ 6 ] |
| 5호선 | 승차   | 572                   | 607                   | 719                   | 1,044                 | 2,098                 | 3,110                 | 4,005                 | 6,096                 | 7,418                 |                       | [ 6 ] |
| 5호선 | 하차   | 393                   | 390                   | 496                   | 841                   | 1,790                 | 2,560                 | 3,340                 | 5,306                 | 6,632                 |                       | [ 6 ] |
| 5호선 | 승하차 | 965                   | 998                   | 1,215                 | 1,886                 | 3,888                 | 5,670                 | 7,345                 | 11,402                | 14,050                |                       | [ 6 ] |

## 인접한 역
| 서울 지하철 5호선 본선 | 서울 지하철 5호선 본선 | 서울 지하철 5호선 본선          |
| ---------------------- | ---------------------- | ------------------------------- |
| 513 송정 방화 방면     | ● 수도권 전철 5호선    | 515 발산 하남검단산 · 마천 방면 |